# Въоръжени сили на Сао Томе и Принсипи
Сао Томе и Принсипи поддържа много малка армия (не повече от 200 души), състояща се от Сухопътни войски, Военноморски флот и Президентска гвардия. Призивната възраст на островната държава е 18 години. Мобилизационната възможност се изчислява на 33 438 души (мъже) на възраст между 18 и 49 години, а годните за военна служба са 25 950. Разходите по армията възлизат на 0,8% от БВП, което е около 600 000 долара.